# Adolph von Vangerow
Karl Philipp Adolph von Vangerow, född 5 juni 1808 på Gut Schiffelbach vid Gemünden (Wohra), Kurhessen, död 11 oktober 1870 i Heidelberg, var en tysk jurist.
Vangerow blev 1830 privatdocent, 1833 extra ordinarie och 1837 ordinarie professor, allt vid Marburgs universitet, varifrån han 1840 övergick till Heidelbergs universitet, där han med stor berömmelse verkade till sin död.
Hans mest kända verk är Leitfaden für Pandekten-Vorlesungen (1839–46, senare upplagor under titeln "Lehrbuch der Pandekten", sjunde upplagan 1863, omtryckt 1875).

### Webbkällor
- Vangerow, Karl Adolf von i Nordisk familjebok (andra upplagan, 1921)